# Корреа, Хайме
Хайме Корреа Кордоба (исп. Jaime Correa Córdoba; родился 6 августа 1979 года в Виктория-де-Дуранго, Мексика) — мексиканский футболист, полузащитник.

## Клубная карьера
Корреа начал карьеру в местном клубе «Алакранес де Дуранго». В своём дебютном сезоне он помог команде выйти из третьего дивизиона в Лигу Ассенсо.
В 2001 году Хайме перешёл в «Пачуку». 4 марта в матче против «Америки» он дебютировал в мексиканской Примере. В своём дебютном сезоне Корреа стал чемпионом Мексики. 2 марта 2003 года в поединке против «Сан-Луиса» он забил свой первый гол. В составе «Пачуки» Хайме ещё дважды выиграл чемпионат завоевал Южноамериканский кубок, дважды Кубок чемпионов КОНКАКАФ и стал чемпионом Североамериканской суперлиги. Летом 2010 года Корреа перешёл в «Сан-Луис». Сумма трансфера составила 2 млн долларов. 25 июля в матче против «Монтеррея» он дебютировал за новый клуб. В начале 2012 года на правах аренды Хайме перешёл в «Некаксу». 8 января в поединке против «Мериды» он дебютировал за новую команду. 19 апреля во встрече против «Универсидад Гвадалахары» Корреа забил свой первый гол за «Некаксу». Летом того же года он вернулся в «Сан-Луис». 22 сентября в поединке против своего бывшего клуба «Пачуки» Хайме забил свой первый гол за команду. В 2013 году Корреа вернулся в «Пачуку», но сразу же ушёл в аренду в «Коррекаминос». В 2014 году он подписал соглашение с клубом «Сакатепек».

## Международная карьера
В 2007 году Корреа был включен в заявку национальной команды на участие в Кубке Америки в Венесуэле. 28 июня в матче против сборной Бразилии он дебютировал за сборную Мексики. На турнире он принял участие также в поединках против команд Эквадора, Чили, Парагвая, Аргентины и Уругвая. Хайме помог сборной Мексики завоевать бронзовые медали первенства.

## Достижения
«Пачука»
- Чемпион Мексики: Инвиерно 2001, Клаусура 2006, Клаусура 2007
- Победитель Североамериканской суперлиги: 2007
- Обладатель Южноамериканского кубка: 2006
- Обладатель Кубка чемпионов КОНАКАФ (2): 2007, 2008

Мексика
- Бронзовый призёр Кубка Америки: 2007